# パンテレイモン＝ヴィクトーリヤ (戦列艦)
パンテレイモン＝ヴィクトーリヤ（ロシア語:Пантелеймон-Викторияパンチリェーイマン・ヴィクトーリヤ）は、ロシア・ツァーリ国およびロシア帝国の三等戦列艦（линейный корабль 3 ранга）である。艦名は、1714年のハンゲの海戦とグレンハムの海戦がともに7月27日に勝利を収めたため、この日が聖名日となっている聖パンテレイモンに因み、命名された。

## 概要

### 建造
パンテレイモン＝ヴィクトーリヤは、1719年3月22日にサンクトペテルブルクの海軍工廠で起工した。建造は、フランス人の艦船巨匠ブレズ＝アントワーヌ・パンガロによって進められた。聖パンテレイモンの聖名日である1721年7月27日に進水し、バルト艦隊に編入された。

### 設計
パンテレイモン＝ヴィクトーリヤは、3本マスト、2層甲板の帆走戦列艦であった。甲板には、66 門の艦砲を搭載した。
フランス人のパンガロによって設計されたため、艦はフランス様式をしていた。縦方向への強度を確保するため、国産艦としては初めて対角線状の繋ぎ材を使用した。

### 活動
レーヴェリに母港を置いた。1722年と1723年、そして1727年には分遣隊および連合艦隊に所属してフィンランド湾での演習航海を行った。1726年には、連合艦隊とともにクロンシュタット港外停泊地にて乗員の訓練を実施したが、出航はしなかった。
1728年にはクロンシュタット港に留置され、武装を解除された。1734年9月にはクロンシュタットからレーヴェリに移動した。1736年に解体された。

## 艦長
| 代 | 氏名              | 在任期間 | 出身校・期 | 前職 | 後職 | 備考 |
| -- | ----------------- | -------- | ---------- | ---- | ---- | ---- |
| 1  | F・ヴィリボア     | 1721/    |            |      |      |      |
| 2  | D・ヴィーリステル | 1723/    |            |      |      |      |
| 3  | K・N・ゾートフ    | 1726/    |            |      |      |      |
| 4  | M・コロビン       | 1728/    |            |      |      |      |
| 5  | A・アボレシェフ   | 1734/    |            |      |      |      |